# Il re del fiume d'oro
Il re del fiume d'oro (titolo originale: The King of the Golden River or The Black Brothers: A Legend of Stiria) è un racconto fantastico scritto nel 1841 da John Ruskin per Effie Gray, che in seguito sarebbe divenuta sua moglie.
Pubblicata in volume nel 1851, divenne presto un classico della prima età vittoriana, andando esaurita in tre edizioni. Nell'«Avvertenza alla prima edizione», l'opera è definita una fiaba, ma può essere letta anche come un mito delle origini fittizio o una parabola morale. Illustrata con 22 disegni di Richard Doyle, nel 1932 ne fu realizzata anche una celebre edizione illustrata da Arthur Rackham.

## Trama
La fertile Valle del Tesoro, situata tra le montagne della Stiria, prospera sotto il dominio di tre fratelli: Hans, Schwartz e Gluck. I primi due, soprannominati i "Fratelli neri", sono avidi e crudeli, mentre il piccolo Gluck è buono con tutti. Una sera Gluck accoglie uno strano ometto, che viene però scacciato da Hans e Schwartz: l'ospite si rivela essere il Vento del Sud-Ovest, il quale di conseguenza si ritira dalla valle, rendendola un luogo arido.
I Fratelli neri sono costretti ad abbandonare l'agricoltura e spostarsi in città, dove si fanno orafi. Fondono un prezioso boccale d'oro, un cimelio di famiglia appartenente a Gluck, ma dall'oro fuso viene liberato il Re del fiume d'oro, un minuscolo sovrano dorato che offre ai tre una sfida: chiunque getti tre gocce di acqua santa nella sorgente del fiume potrà trasformarlo davvero in oro. Tuttavia, fallire equivale a essere tramutati in una pietra nera.
Hans tenta per primo: ruba l'acqua santa e parte, ma lungo il cammino nega l'aiuto a tre creature sofferenti – un cagnolino, un bambino e un vecchio – bevendo l'acqua per sé. Gettata la poca acqua rimasta nel fiume, viene trasformato in pietra. Schwartz lo segue, rifiutando l'acqua al bambino, al vecchio e ad Hans stesso, e subisce la stessa sorte del fratello.
Alla fine, Gluck parte per ultimo. Offre l'acqua santa all'anziano e al bambino, che la bevono quasi tutta. Rimaste solo poche gocce, incontra nuovamente il cagnolino, a cui dona anche quelle. Il cagnolino si trasforma nel Re del fiume d'oro che, riconoscente, riempie l'ampolla di Gluck con tre gocce di rugiada benedetta. Il giovane le getta nel fiume, che si trasforma in una corrente d’oro e restituisce l'antica fertilità alla Valle del Tesoro. Gluck diventa ricco e mantiene la sua generosità, mentre le pietre nere nel fiume ricordano per sempre il destino dei suoi fratelli.

## Personaggi
- Hans: uno dei due "Fratelli neri", avido e crudele.
- Schwartz: l'altro "Fratello neri", altrettanto malvagio.
- Gluck: il fratello minore, gentile e compassionevole.
- Vento del Sud-Ovest: vento personificato che punisce i due malvagi fratelli.
- Re del fiume d'oro: spirito della montagna e custode del fiume, premia la bontà.

## Struttura e simboli
Il racconto si presenta come una fiaba a contenuto morale, ma può essere letto anche come un mito eziologico nato per spiegare l’aspetto del paesaggio. La struttura in cinque capitoli segue un andamento epico e circolare, dove ciascun episodio segna un passaggio: la visita del Vento di Sud-Ovest, la liberazione del Re del fiume d'oro, la punizione dei fratelli, la prova del protagonista e il rinnovamento finale.
L'acqua ricorre come elemento centrale e simbolico: è forza distruttrice (l’inondazione), forza salvifica (l'acqua santa e la rugiada) e potere morale (diventa oro solo se condivisa). Anche la natura risponde alle azioni umane: fiorisce con la bontà, si inaridisce con l'egoismo. L'opposizione tra ricchezza materiale (gli ori fusi, la valle deserta) e ricchezza spirituale (la generosità, la fertilità) riflette la visione sociale di Ruskin, secondo cui il vero benessere nasce dal lavoro della terra e dalla virtù.

## Temi
Il racconto veicola il messaggio morale secondo cui la bontà, la compassione e l'altruismo portano a una ricompensa duratura, mentre l’egoismo conduce alla rovina. Il Re del Fiume d’Oro afferma infatti che «l’acqua negata a chi soffre non è mai santa, anche se benedetta da tutti i santi del cielo». Il racconto, vicino alla favola e alla parabola, unisce elementi fantastici e simbolici per trasmettere un insegnamento etico semplice e universale.